# کودک (فیلم ۱۹۴۰)
کودک (دانمارکی: Barnet) فیلمی در ژانر درام است که در سال ۱۹۴۰ منتشر شد.